# توماز بيلوتشي
توماز بيلوتشي (بالبرتغالية: Thomaz Bellucci‏) (ولد في 30 ديسمبر 1987، في ساو باولو، البرازيل)،لاعب تنس برازيلي محترف. حصل على تصنيف فردي عالي المستوى عالميًا رقم 21 في يوليو 2010.
حقق بيلوتشي سلسلة من الانتصارات في بطولة ATP Challenger Tour في أوائل عام 2008 وحل في قائمة أفضل 100 تصنيف في جولة ATP العالمية عندما كان يبلغ من العمر 20 عامًا. فاز بأربعة ألقاب في بطولة ATP العالمية (بطولة سويسرا المفتوحة 2009 و 2012 ، بطولة Movistar Open 2010 و 2015 Geneva Open) ووصل إلى الدور ربع النهائي في أولمبياد 2016 ووصل إلى الدور نصف النهائي من بطولة مدريد ماسترز 2011.

## روابط خارجية
- توماز بيلوتشي على موقع رابطة محترفي التنس (الإنجليزية)
- توماز بيلوتشي على موقع الاتحاد الدولي لكرة المضرب (الإنجليزية)
- توماز بيلوتشي على موقع كأس ديفيز (الإنجليزية)
- توماز بيلوتشي على موقع خلاصة التنس.كوم (الإنجليزية)
- توماز بيلوتشي على موقع إي إس بي إن.كوم (الإنجليزية)
- توماز بيلوتشي على موقع اللجنة الأولمبية الدولية (الإنجليزية)
- توماز بيلوتشي على موقع أوليمبيديا (الإنجليزية)
- توماز بيلوتشي على موقع اللجنة الأولمبية البرازيلية (البرتغالية)